# Кубок Азії з футболу 2019
Кубок Азії 2019 (англ. 2019 AFC Asian Cup, араб. كأس آسيا 2019) — 17-й за ліком футбольний турнір серед азійських збірних, що проходив у Об'єднаних Арабських Еміратах з 5 січня по 1 лютого 2019 року.
Вперше на цьому турнірі зіграли 24 команди (замість колишніх 16). Переможцем цього турніру вперше в історії стала збірна Катару, яка взяла участь у Кубку конфедерацій 2021 року.

## Вибори господаря
Перший етап процесу вибору країни-господарки першості офіційно розпочався 15 грудня 2012 року і закінчився 2 лютого 2013 року. Після цього Комітет АФК підтвердив 12 березня 2013 року, що 11 країн висловили зацікавленість у проведенні цього турніру: Бахрейн , КНР, Іран, Кувейт, Ліван, Малайзія, М'янма, Оман, Саудівська Аравія, Таїланд і Об'єднані Арабські Емірати. При цьому Ліван, Малайзія, М'янма і відкликали заявки до закінчення терміну подання всіх документів 31 серпня 2013 року.
Виконавчий комітет АФК на квітень 2014 підтвердив, що 5 країн офіційно подали заявки на проведення Кубка Азії з футболу 2019: Іран, Кувейт, Саудівська Аравія, Таїланд та Об'єднані Арабські Емірати.
У січні 2015 року Генеральний секретар АФК заявив, що у кандидатах на проведення турніру залишились лише Іран та Об'єднані Арабські Емірати, і що господарі будуть оголошені в березні 2015 року.
9 березня 2015 року АФК оголосила господарем наступного Кубка Азії Об'єднані Арабські Емірати.

## Кваліфікація

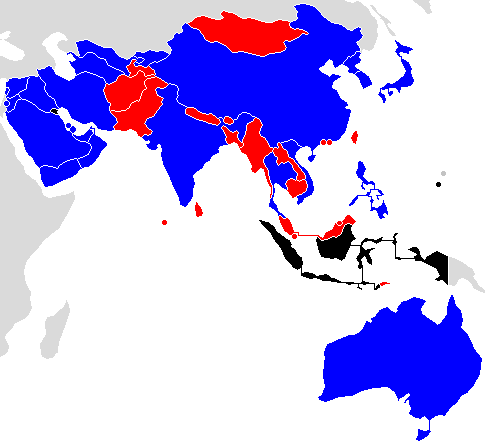
Кваліфікувались
Не кваліфікувались
Дискваліфіковані, або не брали участі
Не є членами АФК

Для участі у відбірковому турнірі зареєструвалися всі 46 членів АФК. Турнір розпочався 12 березня 2015 року. Перші два з трьох раундів відбору до Кубка Азії 2019 року були частково об'єднані з азійським відбором на чемпіонат світу 2018 року:
- Перший раунд: 12 команд з найменшим рейтингом ФІФА провели матчі на виліт вдома і в гостях, щоб зменшити загальну кількість команд до 40.
- Другий раунд: 40 команд були розбиті на вісім груп по п'ять команд, які буду грати одна з одною вдома і на виїзді. Вісім переможців груп і чотири найкращі збірні, що зайняли другі місця, пройшли в третій раунд кваліфікації чемпіонату світу з футболу, а також отримали пряму путівку в фінальну частину Кубка Азії. Матчі другого раунду почалися 11 червня 2015 року і завершилися 29 березня 2016 року.
За кілька днів до початку другого раунду ФІФА відсторонила від участі у відбірковому турнірі збірну Індонезії, в результаті чого в групі F залишилося всього 4 команди.
У жовтні 2015 року ФІФА оголосила про призупинення членства збірної Кувейту. У матчах з М'янмою, Лаосом і Південною Кореєю Кувейту зараховані технічні поразки з рахунком 0:3.
- Раунд плей-оф:

Одинадцять гірших команд другого раунду розіграли 8 путівок до третього раунду. Матчі пройшли в два етапи, кожен за принципом «вдома і в гостях». Перший етап — 2 і 7 червня 2016 року, другий етап — 6 вересня і 11 жовтня 2016 року. Жеребкування цього раунду відбулося 7 квітня 2016 року.
- Перший етап

Переможці пар безпосередньо вийшли до третього раунду. Ті, хто програв, взяли участь у Другому етапі раунду плей-оф.
- Другий етап

До п'яти тих, хто програв на Першому етапі командам за результатами жеребкування додалася збірна Бутану. 6 команд склали 3 пари. Переможці пар вийшли в третій відбірковий раунд. Ті, хто програв остаточно вибули з відбіркового турніру.
- Третій раунд: 24 збірні, що потрапили з Другого туру або зі стадії плей-оф, були розділені на шість груп по чотири команди і будуть боротися за решту путівок на Кубок Азії[9]. Дві найкращі команди з кожної групи вийшли в фінальну частину Кубка Азії. Збірна Кувейту була дискваліфікована, а збірна Гуаму відмовилася від участі. Їх місця зайняли збірні Непалу і Макао.

В той же час переможці другого раунду будуть поділені на дві групи по 6 команд і виборюватимуть путівку на чемпіонат світу. Таким чином третій раунд кваліфікації кубка Азії 2019 року став окремим від третього раунду кваліфікації на чемпіонат світу 2018 року.

### Кваліфіковані збірні
| Збірна            | Спосіб кваліфікації           | Дата кваліфікації | Кількість участей | Остання участь | Найкращий результат                          | Рейтинг ФІФА на грудень 2018 |
| ----------------- | ----------------------------- | ----------------- | ----------------- | -------------- | -------------------------------------------- | ---------------------------- |
| ОАЕ               | Господар                      | 9 березня 2015    | 10                | 2015           | Фіналіст (1996)                              | 79                           |
| Катар             | Другий раунд, 1 місце групи C | 17 листопада 2015 | 10                | 2015           | Чвертьфіналіст (2000, 2011)                  | 93                           |
| Південна Корея    | Другий раунд, 1 місце групи G | 13 січня 2016     | 14                | 2015           | Переможець (1956, 1960)                      | 53                           |
| Японія            | Другий раунд, 1 місце групи E | 24 березня 2016   | 9                 | 2015           | Переможець (1992, 2000, 2004, 2011)          | 50                           |
| Таїланд           | Другий раунд, 1 місце групи F | 24 березня 2016   | 7                 | 2007           | 3-тє місце (1972)                            | 118                          |
| Саудівська Аравія | Другий раунд, 1 місце групи A | 24 березня 2016   | 10                | 2015           | Переможець (1984, 1988, 1996)                | 69                           |
| Австралія         | Другий раунд, 1 місце групи B | 29 березня 2016   | 4                 | 2015           | Переможець (2015)                            | 41                           |
| Узбекистан        | Другий раунд, 1 місце групи H | 29 березня 2016   | 7                 | 2015           | 4-те місце (2011)                            | 95                           |
| Іран              | Другий раунд, 1 місце групи D | 29 березня 2016   | 14                | 2015           | Переможець (1968, 1972, 1976)                | 29                           |
| Сирія             | Другий раунд, 2 місце групи E | 29 березня 2016   | 6                 | 2011           | Груповий етап (1980, 1984, 1988, 1996, 2011) | 74                           |
| Ірак              | Другий раунд, 2 місце групи F | 29 березня 2016   | 9                 | 2015           | Переможець (2007)                            | 88                           |
| КНР               | Другий раунд, 2 місце групи C | 29 березня 2016   | 12                | 2015           | Фіналіст (1984, 2004)                        | 76                           |
| Оман              | Третій раунд, 1 місце групи D | 10 жовтня 2017    | 4                 | 2015           | Груповий етап (2004, 2007, 2015)             | 82                           |
| Палестина         | Третій раунд, 2 місце групи D | 10 жовтня 2017    | 2                 | 2015           | Груповий етап (2015)                         | 99                           |
| Індія             | Третій раунд, 1 місце групи A | 11 жовтня 2017    | 4                 | 2011           | 2-ге місце (1964)                            | 97                           |
| Ліван             | Третій раунд, 1 місце групи B | 10 листопада 2017 | 2                 | 2000           | Груповий етап (2000)                         | 81                           |
| Туркменістан      | Третій раунд, 2 місце групи E | 14 листопада 2017 | 2                 | 2004           | Груповий етап (2004)                         | 127                          |
| Йорданія          | Третій раунд, 1 місце групи C | 14 листопада 2017 | 4                 | 2015           | Чвертьфіналіст (2004, 2011)                  | 109                          |
| Бахрейн           | Третій раунд, 1 місце групи E | 14 листопада 2017 | 6                 | 2015           | 4-те місце (2004)                            | 113                          |
| В'єтнам           | Третій раунд, 2 місце групи C | 14 листопада 2017 | 4                 | 2007           | 4-те місце (19561, 1960 1)                   | 100                          |
| Киргизстан        | Третій раунд, 2 місце групи A | 22 березня 2018   | 1                 | Дебют          | —                                            | 91                           |
| Північна Корея    | Третій раунд, 2 місце групи B | 27 березня 2018   | 5                 | 2015           | 4-те місце (1980)                            | 109                          |
| Філіппіни         | Третій раунд, 1 місце групи F | 27 березня 2018   | 1                 | Дебют          | —                                            | 116                          |
| Ємен              | Третій раунд, 2 місце групи F | 27 березня 2018   | 12                | Дебют          | —                                            | 135                          |

1 Як збірна Південного В'єтнаму
2 Збірна Південного Ємену брала участь у турнірі 1976 року, але за даними ФІФА та АФК нинішня збірна Ємену є правонаступницею збірної Північного Ємену, що у фінальну частину Кубків Азії не виходила

## Жеребкування
Жеребкування фінального турніру відбулося 4 травня 2018 року в готелі Armani хмарочосу «Бурдж Халіфа» в місті Дубай), за підсумками якої 24 команди були розподілені по 6 групи, що складаються з чотирьох команд. Основою для посіву використовувався рейтинг збірних команд світу ФІФА за квітень місяць 2018 року. Згідно з регламентом АФК — 12 команд, які гарантували собі місце у фінальному турнірі за підсумками Другого раунду кваліфікації, були поміщені в кошики 1 і 2. Решта команд, що пройшли кваліфікацію в Третьому раунді, були розподілені по кошиках 3 і 4. Як господарів турніру, збірна ОАЕ була також відправлена в кошик 1, тим самим вона автоматично потрапила в групу А.
Процедуру жеребкування проводили чотири відомих азійських футболістів: Алі Даеї (Іран), Сунь Цзіхай (Китай), Суніл Четрі (Індія) та Філ Янгхазбенд (Філіппіни).
| Кошик 1 | Кошик 2                                                                             | Кошик 3                                                                                  | Кошик 4 |
| --- | ----------------------------------------------------------------------------------- | ---------------------------------------------------------------------------------------- | --- |
| ОАЕ (81) (hosts) · Іран (36) · Австралія (40) · Японія (60) · Південна Корея (61) · Саудівська Аравія (70) · | КНР (73) · Сирія (76) · Узбекистан (88) · Ірак (88) · Катар (101) · Таїланд (122) · | Киргизстан (75) · Ліван (79) · Палестина (83) · Оман (87) · Індія (96) · В'єтнам (103) · | Північна Корея (112) · Філіппіни (113) · Бахрейн (116) · Йорданія (117) · Ємен (125) · Туркменістан (129) · |

Команди були послідовно розподілені по групах від А до F. У результаті жеребкування виникли такі групи:
| Поз. | Збірна  |
| ---- | ------- |
| A1   | ОАЕ     |
| A2   | Таїланд |
| A3   | Індія   |
| A4   | Бахрейн |

| Поз. | Збірна    |
| ---- | --------- |
| B1   | Австралія |
| B2   | Сирія     |
| B3   | Палестина |
| B4   | Йорданія  |

| Поз. | Збірна         |
| ---- | -------------- |
| C1   | Південна Корея |
| C2   | КНР            |
| C3   | Киргизстан     |
| C4   | Філіппіни      |

| Поз. | Збірна  |
| ---- | ------- |
| D1   | Іран    |
| D2   | Ірак    |
| D3   | В'єтнам |
| D4   | Ємен    |

| Поз. | Збірна            |
| ---- | ----------------- |
| E1   | Саудівська Аравія |
| E2   | Катар             |
| E3   | Ліван             |
| E4   | Північна Корея    |

| Поз. | Збірна       |
| ---- | ------------ |
| F1   | Японія       |
| F2   | Узбекистан   |
| F3   | Оман         |
| F4   | Туркменістан |

## Стадіони
Ігри Кубка Азії проходили на 8 стадіонах, розташованих в 4 містах ОАЕ.
| Абу-Дабі                      | Абу-Дабі                      | Абу-Дабі                      |
| ----------------------------- | ----------------------------- | ----------------------------- |
| «Шейх Заєд»                   | «Мохаммед бін Заєд»           | «Аль-Нахаян»                  |
| Місткість: 45,000 (розширено) | Місткість: 42,056 (розширено) | Місткість: 12,201 (розширено) |
|                               |                               |                               |
| Дубай                         | Абу-Дабі Шарджа Дубай Аль-Айн | Абу-Дабі Шарджа Дубай Аль-Айн |
| «Аль-Рашид»                   | Абу-Дабі Шарджа Дубай Аль-Айн | Абу-Дабі Шарджа Дубай Аль-Айн |
| Місткість: 12,000 (розширено) | Абу-Дабі Шарджа Дубай Аль-Айн | Абу-Дабі Шарджа Дубай Аль-Айн |
|                               | Абу-Дабі Шарджа Дубай Аль-Айн | Абу-Дабі Шарджа Дубай Аль-Айн |
| Дубай (місто)                 | Абу-Дабі Шарджа Дубай Аль-Айн | Абу-Дабі Шарджа Дубай Аль-Айн |
| «Аль-Мактум»                  | Абу-Дабі Шарджа Дубай Аль-Айн | Абу-Дабі Шарджа Дубай Аль-Айн |
| Місткість: 15,058 (розширено) | Абу-Дабі Шарджа Дубай Аль-Айн | Абу-Дабі Шарджа Дубай Аль-Айн |
|                               | Абу-Дабі Шарджа Дубай Аль-Айн | Абу-Дабі Шарджа Дубай Аль-Айн |
| Аль-Айн                       | Аль-Айн                       | Шарджа                        |
| Хазза бін Заєд                | «Халіфа бін Заєд»             | «Шарджа»                      |
| Місткість: 25,965             | Місткість: 16,009 (розширено) | Місткість: 11,073 (розширено) |
|                               |                               |                               |

## Арбітри
5 грудня 2018 року АФК оголосила список з 30 суддів та 30 асистентів, а також по два запасних арбітра і асистента, що обслуговуватимуть турнір. В їх числі опинився один рефері та два помічники з КОНКАКАФ. Відеоасистент арбітра (VAR) використовується з чвертьфіналу.
Головні арбітри
| - Кріс Біт - Пітер Грін - Наваф Шукралла - Фу Мін - Ма Нін - Лю Квок Ман | - Аліреза Фагані - Алі Сабах - Моханад Кассім - Джумпей Іїда - Хіроюкі Кімура - Рюдзі Сато | - Ахмед Аль-Алі - Адам Махадмех - Кім Дон Джин - Ко Юн Джин - Мохд Амірул Ізван Якоб - Сезар Артуро Рамос | - Ахмед Аль-Каф - Абдулрахман Аль-Джассім - Хаміс Аль-Куварі - Хаміс Аль-Маррі - Туркі Аль-Худхайр - Мухаммад Такі | - Хеттікамканамге Перера - Аммар Аль-Женейбі - Мохаммед Абдулла Хассан Мохамед - Равшан Ірматов - Валентин Коваленко - Ілгіз Танташев |

Асистенти
| - Меттью Крім - Антон Щетінін - Мохамед Салман - Ясер Тулефат - Цао Ї - Ху Веймін | - Мохаммедреза Мансурі - Реза Сохандан - Юн Міхара - Хіросі Ямауті - Мохаммад Аль-Калаф - Ахмад Аль-Роалле | - Кім Йон Ха - Юн Кван Юл - Сергій Гріщенко - Мохд Юсрі Мухамад - Мохамад Зайнал Абідін - Мігель Ернандес | - Альберто Морін - Абу Бакар Аль-Амрі - Рашид Аль-Гаїті - Сауд Аль-Макале - Талеб Аль-Маррі - Мухаммед Аль-Абакрі | - Ронні Кох Мін Кіат - Паліта Хематунга - Мохамед Аль-Хаммаді - Хасан Аль-Махрі - Абдухамідулло Расулов - Яхонгір Саїдов |

Запасні арбітри
| - Нівон Робеш Гаміні | - Ханна Хаттаб |

Запасні асистенти
| - Алі Убайді | - Пріянга Паллія Гуруге |

## Склади
Кожна команда повинна була зареєструвати команду з мінімум 18 гравців і не більше 23 гравців, мінімум три з яких повинні були бути воротами.
У тренерів прапор вказано, якщо фахівець очолює збірну не своєї країни
| Збірна            | Тренер                                                           | Капітан               |
| ----------------- | ---------------------------------------------------------------- | --------------------- |
| ОАЕ               | Альберто Дзаккероні                                              | Ісмаїл Матар          |
| Таїланд           | Милован Раєваць (перший матч) Сірісак Йод'ярдтай (подальші ігри) | Тірасіл Дангда        |
| Індія             | Стівен Константін                                                | Суніл Четрі           |
| Бахрейн           | Мірослав Соукуп                                                  | Абдулвахаб Аль-Сафі   |
| Австралія         | Грем Арнольд                                                     | Марк Мілліган         |
| Сирія             | Бернд Штанге (перші два матчі) Фаджр Ібрагім (третій матч)       | Омар Ас-Сома          |
| Палестина         | Нуреддін Улд Алі                                                 | Абделатіф Бахдарі     |
| Йорданія          | Вітал Боркелманс                                                 | Амер Шафі             |
| Південна Корея    | Паулу Бенту                                                      | Сон Хин Мін           |
| КНР               | Марчелло Ліппі                                                   | Чжен Чжи              |
| Киргизстан        | Олександр Крестінін                                              | Валерій Кічін         |
| Філіппіни         | Свен-Йоран Ерікссон                                              | Філ Янгхазбенд        |
| Іран              | Карлуш Кейрош                                                    | Масуд Шоджаї          |
| Ірак              | Сречко Катанець                                                  | Мохаммед Гассід       |
| В'єтнам           | Пак Хан Со                                                       | Куе Нгок Хай          |
| Ємен              | Ян Коцян                                                         | Ала Аль-Сасі          |
| Саудівська Аравія | Хуан Антоніо Піцці                                               | Омар Гавсаві          |
| Катар             | Фелікс Санчес Бас                                                | Хассан аль-Хайдос     |
| Ліван             | Миодраг Радулович                                                | Хассан Маатук         |
| Північна Корея    | Кім Йон Чжун                                                     | Чон Іль Гван          |
| Японія            | Хадзіме Моріясу                                                  | Мая Йосіда            |
| Узбекистан        | Ектор Купер                                                      | Оділ Ахмедов          |
| Оман              | Пім Вербек                                                       | Ахмед Кано            |
| Туркменістан      | Язгули Ходжагельдиєв                                             | Алтимурад Аннадурдиєв |

### Екіпірування команд
| Бренд         | # | Збірні                                                              |
| ------------- | - | ------------------------------------------------------------------- |
| Nike          | 6 | Австралія, Катар, КНР, Південна Корея, Саудівська Аравія, Філіппіни |
| Adidas        | 5 | Іран, Північна Корея, ОАЕ, Палестина, Японія                        |
| Jako          | 4 | Ірак, Оман, Сирія, Узбекистан                                       |
| Joma          | 3 | Йорданія, Киргизстан, Туркменістан                                  |
| Capelli Sport | 1 | Ліван                                                               |
| Grand Sport   | 1 | В'єтнам                                                             |
| Macron        | 1 | Бахрейн                                                             |
| Six5Six       | 1 | Індія                                                               |
| Uhlsport      | 1 | Ємен                                                                |
| Warrix        | 1 | Таїланд                                                             |

## Груповий етап

### Критерії класифікації команд
Місця команд в групах визначаються наступними правилами:
1. Загальна кількість очок, набраних у всіх групових матчах;
2. Різниця забитих і пропущених голів у всіх групових матчах;
3. Кількість голів, забитих у всіх групових матчах;
Якщо дві (або більше) команди мають рівні показники за критеріями, перерахованим вище, їх місця визначаються за додатковими критеріями:
- Очки, набрані в матчах групового етапу між даними командами;
- Різниця забитих і пропущених м'ячів в матчах групового етапу між даними командами;
- Кількість голів, забитих в матчах групового етапу між даними командами.
- Післяматчеві пенальті, якщо дві команди зустрілись у матчі останнього туру.
- Очки фейр-плей:

 Перша жовта картка   — мінус 1 очко,
 Непряма червона картка   — мінус 3 очки,
 Пряма червона картка   — мінус 3 очки,
 Жовта картка і пряма червона картка   — мінус 4 очки;
- Додаткове жеребкування за рішенням оргкомітету турніру.

Час визначений за GST (UTC+4).

### Група А
| Поз | Команда     | І | В | Н | П | ГЗ | ГП | РГ | О | Кваліфікація    |
| --- | ----------- | - | - | - | - | -- | -- | -- | - | --------------- |
| 1   | ОАЕ (H, A)  | 3 | 1 | 2 | 0 | 4  | 2  | +2 | 5 | Вихід у плей-оф |
| 2   | Таїланд (A) | 3 | 1 | 1 | 1 | 3  | 5  | −2 | 4 | Вихід у плей-оф |
| 3   | Бахрейн (A) | 3 | 1 | 1 | 1 | 2  | 2  | 0  | 4 | Вихід у плей-оф |
| 4   | Індія (E)   | 3 | 1 | 0 | 2 | 4  | 4  | 0  | 3 |                 |

1. 1 2  Очки в особистих іграх: Таїланд — 3, Бахрейн — 0.

| 5 січня 2019 20:00 |

| ОАЕ              | 1–1      | Бахрейн         |
| ---------------- | -------- | --------------- |
| Халіл 88' (пен.) | Протокол | Аль-Ромаїхі 78' |

| «Шейх Заєд», Абу-Дабі Глядачів: 33,878 Арбітр: Адам Махадмех (Йорданія) |

| 6 січня 2019 17:30 |

| Таїланд    | 1–4      | Індія                                         |
| ---------- | -------- | --------------------------------------------- |
| Дангда 33' | Протокол | Четрі 27' (пен.), 46' Тапа 68' Лалпекхлуа 80' |

| «Аль-Нахаян», Абу-Дабі Глядачів: 3,250 Арбітр: Лю Квок Ман (Гонконг) |

| 10 січня 2019 15:00 |

| Бахрейн | 0–1      | Таїланд     |
| ------- | -------- | ----------- |
|         | Протокол | Чанатіп 58' |

| "Аль-Мактум ", Дубай Глядачів: 2,720 Арбітр: Кріс Біт (Австралія) |

| 10 січня 2019 20:00 |

| Індія | 0–2      | ОАЕ                       |
| ----- | -------- | ------------------------- |
|       | Протокол | Х. Мубарак 41' Мабхут 88' |

| «Шейх Заєд», Абу-Дабі Глядачів: 43,206 Арбітр: Сезар Артуро Рамос (Мексика) |

| 14 січня 2019 20:00 |

| ОАЕ       | 1–1      | Таїланд      |
| --------- | -------- | ------------ |
| Мабхут 7' | Протокол | Пуангчан 41' |

| «Хазза бін Заєд», Аль-Айн Глядачів: 17,809 Арбітр: Рюдзі Сато (Японія) |

| 14 січня 2019 20:00 |

| Індія | 0–1      | Бахрейн            |
| ----- | -------- | ------------------ |
|       | Протокол | Рашид 90+1' (пен.) |

| «Шарджа», Шарджа Глядачів: 11,417 Арбітр: Ілгіз Танташев (Узбекистан) |

### Група B
| Поз | Команда       | І | В | Н | П | ГЗ | ГП | РГ | О | Кваліфікація    |
| --- | ------------- | - | - | - | - | -- | -- | -- | - | --------------- |
| 1   | Йорданія (A)  | 3 | 2 | 1 | 0 | 3  | 0  | +3 | 7 | Вихід у плей-оф |
| 2   | Австралія (A) | 3 | 2 | 0 | 1 | 6  | 3  | +3 | 6 | Вихід у плей-оф |
| 3   | Палестина (E) | 3 | 0 | 2 | 1 | 0  | 3  | −3 | 2 |                 |
| 4   | Сирія (E)     | 3 | 0 | 1 | 2 | 2  | 5  | −3 | 1 |                 |

| 6 січня 2019 15:00 |

| Австралія | 0–1      | Йорданія      |
| --------- | -------- | ------------- |
|           | Протокол | Бані Ясін 26' |

| «Хазза бін Заєд», Ель-Айн Глядачів: 4,934 Арбітр: Ахмед Аль-Каф (Оман) |

| 6 січня 2019 20:00 |

| Сирія | 0–0      | Палестина |
| ----- | -------- | --------- |
|       | Протокол |           |

| «Шарджа», Шарджа Глядачів: 8,471 Арбітр: Равшан Ірматов (Узбекистан) |

| 10 січня 2019 17:30 |

| Йорданія                   | 2–0      | Сирія |
| -------------------------- | -------- | ----- |
| аль-Таамарі 26' Хаттаб 43' | Протокол |       |

| «Халіфа бін Заєд», Аль-Айн Глядачів: 9,152 Арбітр: Кім Дон Джин (Південна Корея) |

| 11 січня 2019 15:00 |

| Палестина | 0–3      | Австралія                       |
| --------- | -------- | ------------------------------- |
|           | Протокол | Макларен 18' Мабіл 20' Янну 90' |

| «Аль-Рашид», Дубай Глядачів: 11,915 Арбітр: Валентин Коваленко (Узбекистан) |

| 15 січня 2019 17:30 |

| Австралія                            | 3–2      | Сирія                         |
| ------------------------------------ | -------- | ----------------------------- |
| Мабіл 41' Ікономідіс 54' Рогич 90+3' | Протокол | Харбін 43' Ас-Сома 80' (пен.) |

| «Халіфа бін Заєд», Аль-Айн Глядачів: 10,492 Арбітр: Сесар Артуро Рамос (Мексика) |

| 15 січня 2019 17:30 |

| Палестина | 0–0      | Йорданія |
| --------- | -------- | -------- |
|           | Протокол |          |

| «Мохаммед бін Заєд», Абу-Дабі Глядачів: 20,843 Арбітр: Моханад Кассім (Ірак) |

### Група C
| Поз | Команда            | І | В | Н | П | ГЗ | ГП | РГ | О | Кваліфікація    |
| --- | ------------------ | - | - | - | - | -- | -- | -- | - | --------------- |
| 1   | Південна Корея (A) | 3 | 3 | 0 | 0 | 4  | 0  | +4 | 9 | Вихід у плей-оф |
| 2   | КНР (A)            | 3 | 2 | 0 | 1 | 5  | 3  | +2 | 6 | Вихід у плей-оф |
| 3   | Киргизстан (A)     | 3 | 1 | 0 | 2 | 4  | 4  | 0  | 3 | Вихід у плей-оф |
| 4   | Філіппіни (E)      | 3 | 0 | 0 | 3 | 1  | 7  | −6 | 0 |                 |

| 7 січня 2019 15:00 |

| КНР                         | 2–1      | Киргизстан   |
| --------------------------- | -------- | ------------ |
| Матяш 50' (аг) Юй Дабао 78' | Протокол | Ісраїлов 42' |

| «Халіфа бін Заєд», Аль-Айн Глядачів: 1,839 Арбітр: Мохаммед Абдулла Хассан Мохамед (ОАЕ) |

| 7 січня 2019 17:30 |

| Південна Корея | 1–0      | Філіппіни |
| -------------- | -------- | --------- |
| Хван Уйджо 67' | Протокол |           |

| «Аль-Мактум», Дубай Глядачів: 3,185 Арбітр: Наваф Шукралла (Бахрейн) |

| 11 січня 2019 17:30 |

| Філіппіни | 0–3      | КНР                         |
| --------- | -------- | --------------------------- |
|           | Протокол | У Лей 40', 66' Юй Дабао 80' |

| «Мохаммед бін Заєд», Абу-Дабі Глядачів: 16,013 Арбітр: Хіроюкі Кімура (Японія) |

| 11 січня 2019 20:00 |

| Киргизстан | 0–1      | Південна Корея  |
| ---------- | -------- | --------------- |
|            | Протокол | Кім Мін Дже 41' |

| «Хазза бін Заєд», Аль-Айн Глядачів: 4,893 Арбітр: Хаміс Аль-Маррі (Катар) |

| 16 січня 2019 17:30 |

| Південна Корея                        | 2–0      | КНР |
| ------------------------------------- | -------- | --- |
| Хван Уйджо 14' (пен.) Кім Мін Дже 51' | Протокол |     |

| «Аль-Нахаян», Абу-Дабі Глядачів: 13,579 Арбітр: Абдулрахман Аль-Джассім (Катар) |

| 16 січня 2019 17:30 |

| Киргизстан         | 3–1      | Філіппіни |
| ------------------ | -------- | --------- |
| Люкс 24', 51', 77' | Протокол | Шрек 80'  |

| «Аль-Рашид», Дубай Глядачів: 4,217 Арбітр: Туркі аль-Худхайр (Саудівська Аравія) |

### Група D
| Поз | Команда | І | В | Н | П | ГЗ | ГП | РГ  | О | Кваліфікація    |
| --- | ------- | - | - | - | - | -- | -- | --- | - | --------------- |
| 1   | Іран    | 3 | 2 | 1 | 0 | 7  | 0  | +7  | 7 | Вихід у плей-оф |
| 2   | Ірак    | 3 | 2 | 1 | 0 | 6  | 2  | +4  | 7 | Вихід у плей-оф |
| 3   | В'єтнам | 3 | 1 | 0 | 2 | 4  | 5  | −1  | 3 | Вихід у плей-оф |
| 4   | Ємен    | 3 | 0 | 0 | 3 | 0  | 10 | −10 | 0 |                 |

| 7 січня 2019 20:00 |

| Іран                                            | 5–0      | Ємен |
| ----------------------------------------------- | -------- | ---- |
| Таремі 12', 25' Дежага 23' Азмун 53' Годдос 78' | Протокол |      |

| «Мохаммед бін Заєд», Абу-Дабі Глядачів: 5,301 Арбітр: Рюдзі Сато (Японія) |

| 8 січня 2019 17:30 |

| Ірак                           | 3–2      | В'єтнам                            |
| ------------------------------ | -------- | ---------------------------------- |
| М. Алі 35' Тарік 60' Аднан 90' | Протокол | Фаєз 24' (аг) Нгуєн Конг Фуонг 42' |

| «Шейх Заєд», Абу-Дабі Глядачів: 4,779 Арбітр: Абдулрахман Аль-Джассім (Катар) |

| 12 січня 2019 15:00 |

| В'єтнам | 0–2      | Іран           |
| ------- | -------- | -------------- |
|         | Протокол | Азмун 38', 69' |

| «Аль-Нахаян», Абу-Дабі Глядачів: 10,841 Арбітр: Мухаммад Такі (Сингапур) |

| 12 січня 2019 17:30 |

| Ємен | 0–3      | Ірак                             |
| ---- | -------- | -------------------------------- |
|      | Протокол | М. Алі 11' Ресан 19' Аббас 90+1' |

| «Шарджа», Шарджа Глядачів: 9,757 Арбітр: Фу Мін (Китай) |

| 16 січня 2019 20:00 |

| В'єтнам                                     | 2–0      | Ємен |
| ------------------------------------------- | -------- | ---- |
| Нгуєн Куанг Хай 38' Куе Нгок Хай 64' (пен.) | Протокол |      |

| «Хазза бін Заєд», Аль-Айн Глядачів: 8,237 Арбітр: Ахмед Аль-Каф (Оман) |

| 16 січня 2019 20:00 |

| Іран | 0–0      | Ірак |
| ---- | -------- | ---- |
|      | Протокол |      |

| Аль-Мактум, Дубай Глядачів: 15,038 Арбітр: Равшан Ірматов (Узбекистан) |

### Група E
| Поз | Команда           | І | В | Н | П | ГЗ | ГП | РГ  | О | Кваліфікація    |
| --- | ----------------- | - | - | - | - | -- | -- | --- | - | --------------- |
| 1   | Катар             | 3 | 3 | 0 | 0 | 10 | 0  | +10 | 9 | Вихід у плей-оф |
| 2   | Саудівська Аравія | 3 | 2 | 0 | 1 | 6  | 2  | +4  | 6 | Вихід у плей-оф |
| 3   | Ліван             | 3 | 1 | 0 | 2 | 4  | 5  | −1  | 3 |                 |
| 4   | Північна Корея    | 3 | 0 | 0 | 3 | 1  | 14 | −13 | 0 |                 |

| 8 січня 2019 20:00 |

| Саудівська Аравія                                           | 4–0      | Північна Корея |
| ----------------------------------------------------------- | -------- | -------------- |
| Бахебрі 28' аль-Фатіль 37' аль-Давсарі 70' аль-Муваллад 87' | Протокол |                |

| «Аль-Рашид», Дубай Глядачів: 5,075 Арбітр: Пітер Грін (Австралія) |

| 9 січня 2019 20:00 |

| Катар                | 2–0      | Ліван |
| -------------------- | -------- | ----- |
| аль-Раві 65' Алі 79' | Протокол |       |

| «Хазза бін Заєд», Аль-Айн Глядачів: 7,847 Арбітр: Ма Нін (Китай) |

| 12 січня 2019 20:00 |

| Ліван | 0–2      | Саудівська Аравія               |
| ----- | -------- | ------------------------------- |
|       | Протокол | аль-Муваллад 12' аль-Мугаві 67' |

| «Аль-Мактум», Дубай Глядачів: 13,792 Арбітр: Алі Сабах (Ірак) |

| 13 січня 2019 15:00 |

| Північна Корея | 0–6      | Катар                                     |
| -------------- | -------- | ----------------------------------------- |
|                | Протокол | Алі 9', 11', 55', 60' Хухі 43' Хассан 68' |

| «Халіфа бін Заєд», Аль-Айн Глядачів: 452 Арбітр: Хеттікамканамге Перера (Шрі-Ланка) |

| 17 січня 2019 20:00 |

| Саудівська Аравія | 0–2      | Катар          |
| ----------------- | -------- | -------------- |
|                   | Протокол | Алі 45+1', 80' |

| «Шейх Заєд», Абу-Дабі Глядачів: 16,067 Арбітр: Кім Дон Джин (Південна Корея) |

| 17 січня 2019 20:00 |

| Ліван                                                 | 4–1      | Північна Корея   |
| ----------------------------------------------------- | -------- | ---------------- |
| Ф. Мішель 27' ель-Хельве 65', 90+8' Маатук 80' (пен.) | Протокол | Пак Кван Рьон 9' |

| «Шарджа», Шарджа Глядачів: 4,332 Арбітр: Кріс Біт (Австралія) |

### Група F
| Поз | Команда          | І | В | Н | П | ГЗ | ГП | РГ | О | Кваліфікація    |
| --- | ---------------- | - | - | - | - | -- | -- | -- | - | --------------- |
| 1   | Японія (A)       | 3 | 3 | 0 | 0 | 6  | 3  | +3 | 9 | Вихід у плей-оф |
| 2   | Узбекистан (A)   | 3 | 2 | 0 | 1 | 7  | 3  | +4 | 6 | Вихід у плей-оф |
| 3   | Оман (A)         | 3 | 1 | 0 | 2 | 4  | 4  | 0  | 3 | Вихід у плей-оф |
| 4   | Туркменістан (E) | 3 | 0 | 0 | 3 | 3  | 9  | −6 | 0 |                 |

| 9 січня 2019 15:00 |

| Японія                  | 3–2      | Туркменістан                |
| ----------------------- | -------- | --------------------------- |
| Осако 56', 60' Доан 71' | Протокол | Аманов 26' Атаєв 79' (пен.) |

| «Аль-Нахаян», Абу-Дабі Глядачів: 5,725 Арбітр: Аліреза Фагані (Іран) |

| 9 січня 2019 17:30 |

| Узбекистан                | 2–1      | Оман                |
| ------------------------- | -------- | ------------------- |
| Ахмедов 34' Шомуродов 85' | Протокол | Му. аль-Гассані 72' |

| «Шарджа», Шарджа Глядачів: 9,424 Арбітр: Ко Юн Джин (Південна Корея) |

| 13 січня 2019 17:30 |

| Оман | 0–1      | Японія              |
| ---- | -------- | ------------------- |
|      | Протокол | Харагуті 28' (пен.) |

| «Шейх Заєд», Абу-Дабі Глядачів: 12,110 Арбітр: Мохд Амірул Ізван Якоб (Малайзія) |

| 13 січня 2019 20:00 |

| Туркменістан | 0–4      | Узбекистан                                   |
| ------------ | -------- | -------------------------------------------- |
|              | Протокол | Сідіков 17' Шомуродов 24', 42' Машаріпов 40' |

| «Аль-Рашид», Дубай Глядачів: 4,354 Арбітр: Аммар аль-Женейбі (ОАЕ) |

| 17 січня 2019 17:30 |

| Оман                                               | 3–1      | Туркменістан    |
| -------------------------------------------------- | -------- | --------------- |
| Мубарак 20' Му. аль-Гассані 84' аль-Мусаламі 90+3' | Протокол | Аннадурдиєв 41' |

| «Мохаммед бін Заєд», Абу-Дабі Глядачів: 8,338 Арбітр: Наваф Шукралла (Бахрейн) |

| 17 січня 2019 17:30 |

| Японія               | 2–1      | Узбекистан    |
| -------------------- | -------- | ------------- |
| Муто 43' Сіотані 58' | Протокол | Шомуродов 40' |

| «Халіфа бін Заєд», Аль-Айн Глядачів: 7,005 Арбітр: Мохаммед Абдулла Хассан Мохамед (ОАЕ) |

### Рейтинг команд, що зайняли третє місце
| Поз | Груп | Команда    | І | В | Н | П | ГЗ | ГП | РГ | О | Кваліфікація    |
| --- | ---- | ---------- | - | - | - | - | -- | -- | -- | - | --------------- |
| 1   | A    | Бахрейн    | 3 | 1 | 1 | 1 | 2  | 2  | 0  | 4 | Вихід у плей-оф |
| 2   | C    | Киргизстан | 3 | 1 | 0 | 2 | 4  | 4  | 0  | 3 | Вихід у плей-оф |
| 3   | F    | Оман       | 3 | 1 | 0 | 2 | 4  | 4  | 0  | 3 | Вихід у плей-оф |
| 4   | D    | В'єтнам    | 3 | 1 | 0 | 2 | 4  | 5  | −1 | 3 | Вихід у плей-оф |
| 5   | E    | Ліван      | 3 | 1 | 0 | 2 | 4  | 5  | −1 | 3 |                 |
| 6   | B    | Палестина  | 3 | 0 | 2 | 1 | 0  | 3  | −3 | 2 |                 |

1. 1 2  Дисциплінарні очки: Киргизстан −5, Оман −6.
2. 1 2  Дисциплінарні очки: В'єтнам −5, Ліван −7.

## Плей-оф
В плей-оф матчі проходять на виліт, у випадку нічиєї після основного часу призначається додатковий час, а якщо і після нього рахунок рівний — то післяматчеві пенальті. Під час додаткового часу можна робити четверту заміну Вперше з 1968 року у турнірі не буде матчу за 3-тє місце.
Конкретні пари, в яких беруть участь команди, що стали третіми на груповому етапі, залежать від того, які чотири треті команди вийшли в раунд плей-оф. Попереднім форматом є:
- R16-1: 2-ге місце групи A v 2-ге місце групи C
- R16-2: Переможець групи D v 3-тє місце групи B/E/F
- R16-3: Переможець групи B v 3-тє місце групи A/C/D
- R16-4: Переможець групи F v 2-ге місце групи E
- R16-5: Переможець групи C v 3-тє місце групи A/B/F
- R16-6: Переможець групи E v 2-ге місце групи D
- R16-7: Переможець групи A v 3-тє місце групи C/D/E
- R16-8: 2-ге місце групи B v 2-ге місце групи F

Комбінації чотирьох третіх команд, що можуть вийти в раунд плей-оф
| 3-ті місця кваліфікуються з груп | 3-ті місця кваліфікуються з груп | 3-ті місця кваліфікуються з груп | 3-ті місця кваліфікуються з груп | 3-ті місця кваліфікуються з груп | 3-ті місця кваліфікуються з груп |    | 1A vs | 1B vs | 1C vs | 1D vs |
| -------------------------------- | -------------------------------- | -------------------------------- | -------------------------------- | -------------------------------- | -------------------------------- | -- | ----- | ----- | ----- | ----- |
| A                                | B                                | C                                | D                                |                                  |                                  | 3C | 3D    | 3A    | 3B    |       |
| A                                | B                                | C                                |                                  | E                                |                                  | 3C | 3A    | 3B    | 3E    |       |
| A                                | B                                | C                                |                                  |                                  | F                                | 3C | 3A    | 3B    | 3F    |       |
| A                                | B                                |                                  | D                                | E                                |                                  | 3D | 3A    | 3B    | 3E    |       |
| A                                | B                                |                                  | D                                |                                  | F                                | 3D | 3A    | 3B    | 3F    |       |
| A                                | B                                |                                  |                                  | E                                | F                                | 3E | 3A    | 3B    | 3F    |       |
| A                                |                                  | C                                | D                                | E                                |                                  | 3C | 3D    | 3A    | 3E    |       |
| A                                |                                  | C                                | D                                |                                  | F                                | 3C | 3D    | 3A    | 3F    |       |
| A                                |                                  | C                                |                                  | E                                | F                                | 3C | 3A    | 3F    | 3E    |       |
| A                                |                                  |                                  | D                                | E                                | F                                | 3D | 3A    | 3F    | 3E    |       |
|                                  | B                                | C                                | D                                | E                                |                                  | 3C | 3D    | 3B    | 3E    |       |
|                                  | B                                | C                                | D                                |                                  | F                                | 3C | 3D    | 3B    | 3F    |       |
|                                  | B                                | C                                |                                  | E                                | F                                | 3E | 3C    | 3B    | 3F    |       |
|                                  | B                                |                                  | D                                | E                                | F                                | 3E | 3D    | 3B    | 3F    |       |
|                                  |                                  | C                                | D                                | E                                | F                                | 3C | 3D    | 3F    | 3E    |       |

|  | 1/8 фіналу                     | 1/8 фіналу                  |                                |       | Чвертьфінали | Чвертьфінали |  |  | Півфінали | Півфінали |  |  | Фінал | Фінал |
|  |                                |                             |                                |       |              |              |  |  |           |           |  |  |       |       |
|  | 20 січня — «Хазза бін Заєд»    |                             |                                |       |              |              |  |  |           |           |  |  |       |       |
|  |                                |                             |                                |       |              |              |  |  |           |           |  |  |       |       |
|  | Таїланд                        | 1                           |                                |       |              |              |  |  |           |           |  |  |       |       |
|  | Таїланд                        | 1                           | 24 січня — «Мохаммед бін Заєд» |       |              |              |  |  |           |           |  |  |       |       |
|  | КНР                            | 2                           |                                |       |              |              |  |  |           |           |  |  |       |       |
|  | КНР                            | 2                           | КНР                            | 0     |              |              |  |  |           |           |  |  |       |       |
|  | 20 січня — «Мохаммед бін Заєд» |                             | КНР                            | 0     |              |              |  |  |           |           |  |  |       |       |
|  |                                | Іран                        | 3                              |       |              |              |  |  |           |           |  |  |       |       |
|  | Іран                           | Іран                        | 3                              | 2     |              |              |  |  |           |           |  |  |       |       |
|  | Іран                           |                             | 28 січня — «Хазза бін Заєд»    | 2     |              |              |  |  |           |           |  |  |       |       |
|  | Оман                           | 0                           |                                |       |              |              |  |  |           |           |  |  |       |       |
|  | Оман                           | 0                           | Іран                           | 0     |              |              |  |  |           |           |  |  |       |       |
|  | 20 січня — «Аль-Мактум»        |                             | Іран                           | 0     |              |              |  |  |           |           |  |  |       |       |
|  |                                | Японія                      | 3                              |       |              |              |  |  |           |           |  |  |       |       |
|  | Йорданія                       | Японія                      | 3                              | 1 (2) |              |              |  |  |           |           |  |  |       |       |
|  | Йорданія                       | 24 січня — «Аль-Мактум»     |                                | 1 (2) |              |              |  |  |           |           |  |  |       |       |
|  | В'єтнам пен.                   | 1 (4)                       |                                |       |              |              |  |  |           |           |  |  |       |       |
|  | В'єтнам пен.                   | 1 (4)                       | В'єтнам                        | 0     |              |              |  |  |           |           |  |  |       |       |
|  | 21 січня — «Шарджа»            |                             | В'єтнам                        | 0     |              |              |  |  |           |           |  |  |       |       |
|  |                                | Японія                      | 1                              |       |              |              |  |  |           |           |  |  |       |       |
|  | Японія                         | Японія                      | 1                              | 1     |              |              |  |  |           |           |  |  |       |       |
|  | Японія                         |                             | 1 лютого — «Шейх Заєд»         | 1     |              |              |  |  |           |           |  |  |       |       |
|  | Саудівська Аравія              | 0                           |                                |       |              |              |  |  |           |           |  |  |       |       |
|  | Саудівська Аравія              | 0                           | Японія                         | 1     |              |              |  |  |           |           |  |  |       |       |
|  | 22 січня — «Аль-Рашид»         |                             | Японія                         | 1     |              |              |  |  |           |           |  |  |       |       |
|  |                                | Катар                       | 3                              |       |              |              |  |  |           |           |  |  |       |       |
|  | Південна Корея дч              | Катар                       | 3                              | 2     |              |              |  |  |           |           |  |  |       |       |
|  | Південна Корея дч              | 25 січня — «Шейх Заєд»      |                                | 2     |              |              |  |  |           |           |  |  |       |       |
|  | Бахрейн                        | 1                           |                                |       |              |              |  |  |           |           |  |  |       |       |
|  | Бахрейн                        | 1                           | Південна Корея                 | 0     |              |              |  |  |           |           |  |  |       |       |
|  | 22 січня — «Аль-Нахаян»        |                             | Південна Корея                 | 0     |              |              |  |  |           |           |  |  |       |       |
|  |                                | Катар                       | 1                              |       |              |              |  |  |           |           |  |  |       |       |
|  | Катар                          | Катар                       | 1                              | 1     |              |              |  |  |           |           |  |  |       |       |
|  | Катар                          |                             | 29 січня — «Мохаммед бін Заєд» | 1     |              |              |  |  |           |           |  |  |       |       |
|  | Ірак                           | 0                           |                                |       |              |              |  |  |           |           |  |  |       |       |
|  | Ірак                           | 0                           | Катар                          | 4     |              |              |  |  |           |           |  |  |       |       |
|  | 21 січня — «Шейх Заєд»         |                             | Катар                          | 4     |              |              |  |  |           |           |  |  |       |       |
|  |                                | ОАЕ                         | 0                              |       |              |              |  |  |           |           |  |  |       |       |
|  | ОАЕ дч                         | ОАЕ                         | 0                              | 3     |              |              |  |  |           |           |  |  |       |       |
|  | ОАЕ дч                         | 25 січня — «Хазза бін Заєд» |                                | 3     |              |              |  |  |           |           |  |  |       |       |
|  | Киргизстан                     | 2                           |                                |       |              |              |  |  |           |           |  |  |       |       |
|  | Киргизстан                     | 2                           | ОАЕ                            | 1     |              |              |  |  |           |           |  |  |       |       |
|  | 21 січня — «Халіфа бін Заєд»   |                             | ОАЕ                            | 1     |              |              |  |  |           |           |  |  |       |       |
|  |                                | Австралія                   | 0                              |       |              |              |  |  |           |           |  |  |       |       |
|  | Австралія пен.                 | Австралія                   | 0                              | 0 (4) |              |              |  |  |           |           |  |  |       |       |
|  | Австралія пен.                 |                             |                                | 0 (4) |              |              |  |  |           |           |  |  |       |       |
|  | Узбекистан                     | 0 (2)                       |                                |       |              |              |  |  |           |           |  |  |       |       |
|  | Узбекистан                     | 0 (2)                       |                                |       |              |              |  |  |           |           |  |  |       |       |

### 1/8 фіналу
| 20 січня 2019 15:00 |

| Йорданія                               | 1–1      | В'єтнам                                                                             |
| -------------------------------------- | -------- | ----------------------------------------------------------------------------------- |
| Абдель-Рахман 39'                      | Протокол | Нгуєн Конг Фуонг 51'                                                                |
|                                        | Пенальті |                                                                                     |
| Абдель-Рахман · Файсал · Самір · Ерсан | 2–4      | Куе Нгок Хай · До Хунг Дунг · Луонг Суан Труонг · Тран Мінх Вуонг · Буї Тіен Дунг I |

| «Аль-Мактум», Дубай Глядачів: 14,205 Арбітр: Аліреза Фагані (Іран) |

| 20 січня 2019 18:00 |

| Таїланд     | 1–2      | КНР                             |
| ----------- | -------- | ------------------------------- |
| Супачай 31' | Протокол | Сяо Чжи 67' Гао Лінь 71' (пен.) |

| «Хазза бін Заєд», Аль-Айн Глядачів: 8,026 Арбітр: Мохаммед Абдулла Хассан Мохамед (ОАЕ) |

| 20 січня 2019 21:00 |

| Іран                             | 2–0      | Оман |
| -------------------------------- | -------- | ---- |
| Джаганбахш 32' Дежага 41' (пен.) | Протокол |      |

| «Мохаммед бін Заєд», Абу-Дабі Глядачів: 31,945 Арбітр: Сезар Артуро Рамос (Мексика) |

| 21 січня 2019 15:00 |

| Японія      | 1–0      | Саудівська Аравія |
| ----------- | -------- | ----------------- |
| Томіясу 20' | Протокол |                   |

| «Шарджа», Шарджа Глядачів: 6,832 Арбітр: Равшан Ірматов (Узбекистан) |

| 21 січня 2019 18:00 |

| Австралія                              | 0–0      | Узбекистан                                 |
| -------------------------------------- | -------- | ------------------------------------------ |
|                                        | Протокол |                                            |
|                                        | Пенальті |                                            |
| Мілліган · Бегич · Крузе · Янну · Лекі | 4–2      | Шукуров · Тухтаходжаєв · Алібаєв · Бікмаєв |

| «Халіфа бін Заєд», Аль-Айн Глядачів: 6,809 Арбітр: Абдулрахман Аль-Джассім (Катар) |

| 21 січня 2019 21:00 |

| ОАЕ                                     | 3–2 (д.ч.) | Киргизстан                 |
| --------------------------------------- | ---------- | -------------------------- |
| Ісмаїл 14' Мабхут 64' Халіл 103' (пен.) | Протокол   | Мурзаєв 26' Рустамов 90+1' |

| «Шейх Заєд», Абу-Дабі Глядачів: 17,784 Арбітр: Фу Мін (Китай) |

| 22 січня 2019 17:00 |

| Південна Корея                     | 2–1 (д.ч.) | Бахрейн         |
| ---------------------------------- | ---------- | --------------- |
| Хван Хі Чан 43' Кім Джин Су 105+2' | Протокол   | Аль-Ромаїхі 77' |

| «Аль-Рашид», Дубай Глядачів: 7,658 Арбітр: Рюдзі Сато (Японія) |

| 22 січня 2019 20:00 |

| Катар        | 1–0      | Ірак |
| ------------ | -------- | ---- |
| аль-Раві 62' | Протокол |      |

| «Аль-Нахаян», Абу-Дабі Арбітр: Мухаммад Такі (Сингапур) |

### Чвертьфінали
| 24 січня 2019 17:00 |

| В'єтнам | 0–1      | Японія          |
| ------- | -------- | --------------- |
|         | Протокол | Доан 57' (пен.) |

| Аль-Мактум, Дубай Глядачів: 8,954 Арбітр: Мохаммед Абдулла Хассан Мохамед (ОАЕ) |

| 24 січня 2019 20:00 |

| КНР | 0–3      | Іран                                  |
| --- | -------- | ------------------------------------- |
|     | Протокол | Таремі 18' Азмун 31' Ансаріфард 90+1' |

| «Мохаммед бін Заєд», Абу-Дабі Глядачів: 19,578 Арбітр: Абдулрахман Аль-Джассім (Катар) |

| 25 січня 2019 17:00 |

| Південна Корея | 0–1      | Катар     |
| -------------- | -------- | --------- |
|                | Протокол | Хатем 78' |

| «Шейх Заєд», Абу-Дабі Глядачів: 13,791 Арбітр: Равшан Ірматов (Узбекистан) |

| 25 січня 2019 20:00 |

| ОАЕ        | 1–0      | Австралія |
| ---------- | -------- | --------- |
| Мабхут 68' | Протокол |           |

| «Хазза бін Заєд», Аль-Айн Глядачів: 25,053 Арбітр: Рюдзі Сато (Японія) |

### Півфінали
| 28 січня 2019 18:00 |

| Іран | 0–3      | Японія                               |
| ---- | -------- | ------------------------------------ |
|      | Протокол | Осако 56', 67' (пен.) Харагуті 90+1' |

| «Хазза бін Заєд», Аль-Айн Глядачів: 23,262 Арбітр: Кріс Біт (Австралія) |

| 29 січня 2019 18:00 |

| Катар                                        | 4–0      | ОАЕ |
| -------------------------------------------- | -------- | --- |
| Хухі 22' Алі 37' аль-Хайдос 80' Ісмаїл 90+3' | Протокол |     |

| «Мохаммед бін Заєд», Абу-Дабі Глядачів: 38,646 Арбітр: Сезар Артуро Рамос (Мексика) |

### Фінал
| 1 лютого 2019 18:00 GST |

| Японія       | 1–3      | Катар                                 |
| ------------ | -------- | ------------------------------------- |
| Мінаміно 69' | Протокол | Алі 12' Хатем 27' Ак. Афіф 83' (пен.) |

| «Шейх Заєд», Абу-Дабі Глядачів: 36,776 Арбітр: Равшан Ірматов (Узбекистан) |

## Бомбардири
Протягом турніру було забито  130 голів у 51 матчах, з середнім показником 2.55 голів за матч.
9 голів
- Алмоез Алі

4 голи
- Сардар Азмун
- Юя Осако
- Алі Мабхут
- Ельдор Шомуродов

3 голи
- Мехді Таремі
- Віталій Люкс

2 голи
- Авер Мабіл
- Мохамед Аль-Ромаїхі
- У Лей
- Юй Дабао
- Суніл Четрі
- Ашкан Дежаґа
- Моханад Алі
- Ріцу Доан
- Генкі Харагуті
- Хіляль ель-Хельве
- Мухсен аль-Гассані
- Бассам аль-Раві
- Абдулазіз Хатем
- Буалем Хухі
- Фахад аль-Муваллад
- Хван Уйджо
- Кім Мін Дже
- Ахмед Халіл
- Нгуєн Конг Фуонг

1 гол
- Апостолос Янну
- Кріс Ікономідіс
- Джеймі Макларен
- Том Рогич
- Джамаль Рашид
- Гао Лінь
- Сяо Чжи
- Жеже Лалпекхлуа
- Аніруд Тапа
- Карім Ансаріфард
- Саман Годдос
- Аліреза Джаганбахш
- Алаа Аббас
- Алі Аднан
- Башар Ресан
- Хумам Тарік
- Такумі Мінаміно
- Йосінорі Муто
- Цукаса Сіотані
- Такехіро Томіясу
- Баха Абдель-Рахман
- Муса аль-Таамарі
- Анас Бані Ясін
- Тарек Хаттаб
- Ахлідін Ісраїлов
- Мірлан Мурзаєв
- Турсуналі Рустамов
- Хассан Маатук
- Фелікс Мішель
- Пак Кван Рьон
- Мохаммед аль-Мусаламі
- Ахмед Мубарак
- Штефан Шрек
- Акрам Афіф
- Хассан аль-Хайдос
- Абделькарім Хассан
- Хамід Ісмаїл
- Салем аль-Давсарі
- Мохаммед Аль-Фатіль
- Гусейн Аль-Мугаві
- Хаттан Бахебрі
- Хван Хі Чан
- Кім Джин Су
- Омар Ас-Сома
- Омар Харбін
- Чанатіп Сонкрасін
- Супачай Джайдед
- Тірасіл Дангда
- Тітіпан Пуангчан
- Арсланмурад Аманов
- Алтимурад Аннадурдиєв
- Ахмет Атаєв
- Хаміс Ісмаїл
- Халфан Мубарак
- Ахмедов Оділ Алімжанович
- Джалоліддін Машаріпов
- Сідіков Джавохір
- Нгуєн Куанг Хай
- Куе Нгок Хай

1 автогол
- Алі Фаєз (проти В'єтнаму)
- Павло Матяш (проти Китаю)

## Маркетинг

### Логотип і слоган
Офіційний логотип турніру був представлений 23 січня 2017 року в Абу-Дабі під час церемонії жеребкування третього раунду кваліфікації Кубка. Кольори, використані в логотипі, були взяті з прапора ОАЕ. Сім шестикутників, утворених кольоровими стрічками, представляють сім еміратів країни-господаря. Переплетений шестикутник з логотипом був натхненний ісламським мистецтвом. Зовнішнє коло разом з геометричним дизайном у ньому символізує спорт футболу.
Гасло «Bringing Asia Together» (араб. جمع آسيا معاً) було представлено 5 січня 2018 року, рівно за рік до старту турніру.

### Офіційний м'яч

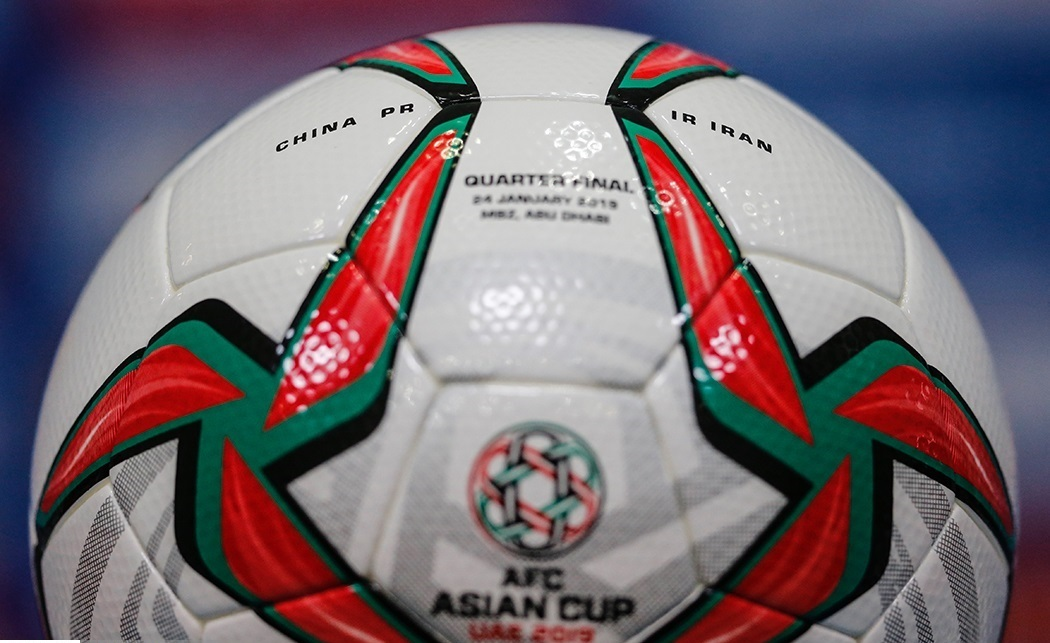
М'яч Molten Acentec на турнірі.

Офіційний м'яч створений японською компанією Molten Corporation. За словами АФК, м'яч отримав назву Molten Acentec.

### Маскот
4 травня 2018 року було представлено два талісмани — Мансур і Джарра. Мансур — арабський футбольний хлопчик з блискавичною швидкістю, а Джарра — арабський сокіл.

### Призовий фонд
Загальний призовий фонд для турніру становить 14,8 млн доларів США. Чемпіони отримають 5 млн доларів США, фіналісти — 3 мільйони, а півфіналісти по 1 мільйону. Також всі 24 команди-учасниці отримають по 200 000 доларів США.

### Телетрансляції
Турнір транслювався в прямому ефірі близько 80 телеканалами, які охоплюють весь світ. Біля 800 мільйонів людей переглянули матчі на трибунах, а разом з потенційними телеглядачами турнір перегляне більш ніж 2,5 мільярда людей.
| Території | Канал                                                               | Прим.         |
| --- | ------------------------------------------------------------------- | ------------- |
| Афганістан | 1TV                                                                 | [ 35 ]        |
| Алжир | ENTV                                                                |               |
| Арабський світ | beIN Sports٫ MBC Pro Sports                                         | [ 32 ] [ 36 ] |
| Азійсько-Тихоокеанський регіон                                                                                     | Fox Sports Asia                                                     | [ 37 ] [ 38 ] |
| Австралія | Fox Sports                                                          | [ 39 ]        |
| Балкани - Албанія - Боснія і Герцеговина - Хорватія - Косово - Північна Македонія - Чорногорія - Сербія - Словенія | Arena Sport                                                         | [ 40 ]        |
| КНР | CCTV                                                                | [ 35 ]        |
| Індія | Star Sports 3 і Star Sports 1 Hindi (матчі своєї збірної і плей-оф) | [ 35 ] [ 41 ] |
| Індонезія | MNC Media                                                           | [ 35 ]        |
| Іран | IRIB                                                                | [ 42 ]        |
| Японія | TV Asahi, NHK                                                       | [ 43 ] [ 44 ] |
| Йорданія | JRTV, Amman TV Sports                                               |               |
| Киргизстан | KTRK Sport                                                          | [ 32 ]        |
| Південна Корея | Joongang Tongyang Broadcasting Company, JTBC3 Fox Sports            | [ 45 ]        |
| Лівія | Libya Sports Channel                                                |               |
| Ліван | Télé Liban                                                          |               |
| Марокко | SNRT                                                                |               |
| Таджикистан | Futbol FFT, Varzish TV                                              | [ 32 ]        |
| Таїланд | Channel 7                                                           | [ 37 ]        |
| Туркменістан | Turkmenistan Sport                                                  | [ 35 ]        |
| Туніс | ERTT                                                                |               |
| Велика Британія - Англія - Ірландія - Північна Ірландія - Шотландія - Уельс                                        | BBC Sport                                                           | [ 46 ]        |
| Узбекистан | MTRK Sport                                                          | [ 35 ]        |
| В'єтнам | VTV, VTC                                                            | [ 37 ] [ 47 ] |